# Asamblea Báltica
La Asamblea Báltica (o Asamblea del Báltico) es una organización regional que busca promover la cooperación intergubernamental entre Estonia, Letonia, y Lituania, con el objetivo de intentar adoptar una posición común en relación con muchos problemas internacionales, incluidos asuntos económicos, políticos, y culturales. En lo fundamental, las decisiones de esta asamblea son principalmente consultivas.
El presupuesto de la Asamblea báltica está financiado por los gobiernos de los tres países miembros.
Y los idiomas oficiales de la Asamblea del Báltico son el estonio, el letón, y el lituano. Por su parte, la sede y la secretaría de la organización se encuentran en Riga, Letonia.
La organización de la Asamblea Báltica se concretó después de que, en el día 1 de diciembre de 1990, se tomó la decisión de establecerla en Vilna (Lituania), y de modo que funcionara según las regulaciones aprobadas el 8 de noviembre de 1991 en Tallin (Estonia).

## Historia

### Contexto

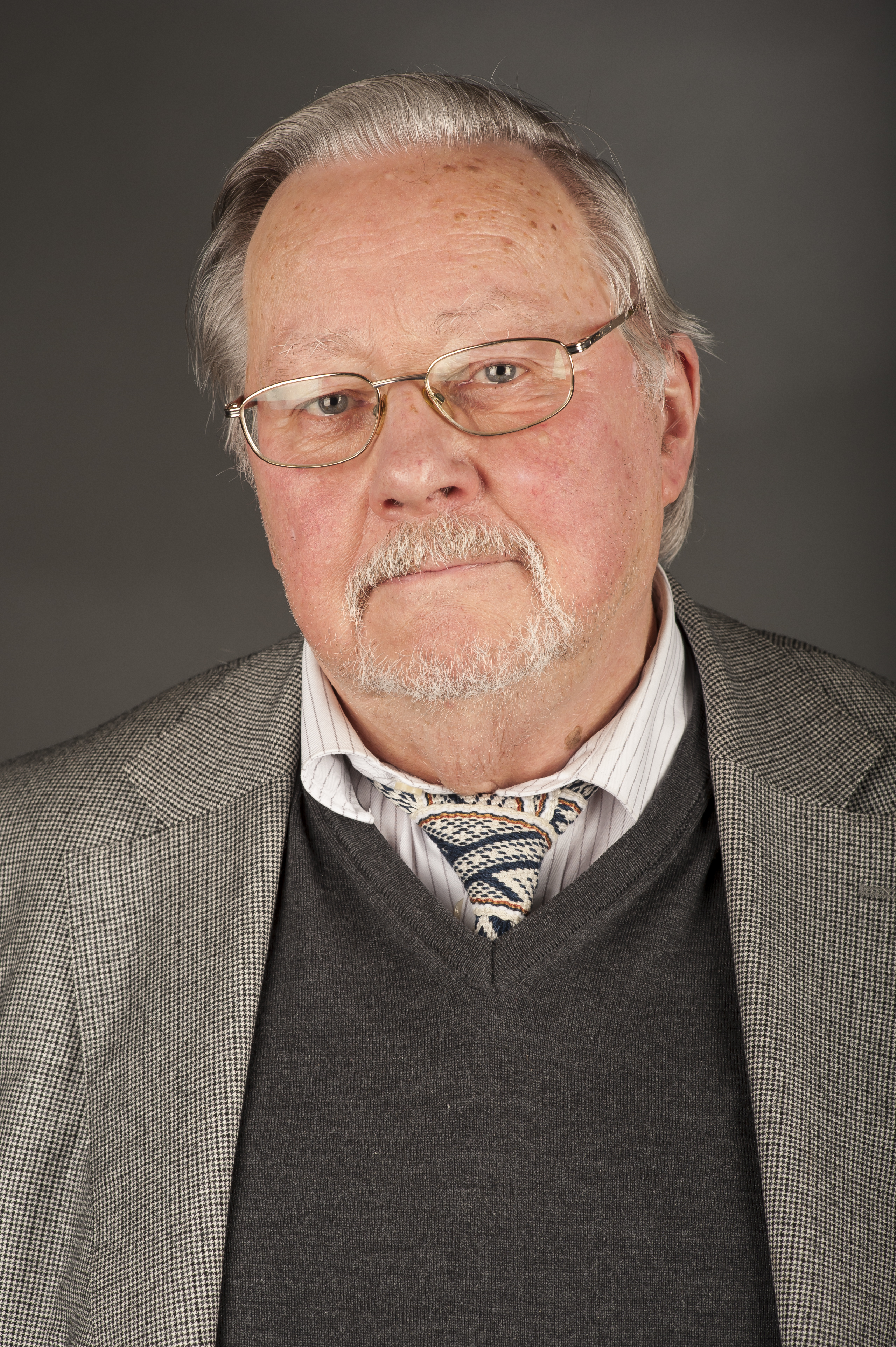
Profesor y político Vytautas Landsbergis
(4 de febrero de 2014).

Los países bálticos, Estonia, Letonia, y Lituania, lograron su independencia en 1918, después de la caída del Imperio ruso.
Pero en 1940, al comienzo de la Segunda Guerra Mundial y en el contexto del pacto germano-soviético, estas tres naciones bálticas fueron anexadas de manera ilegal y arbitraria por la Unión de Repúblicas Socialistas Soviéticas (URSS). Esta ocupación duró unos 50 años.
Gracias a Mijaíl Gorbachov (nacido el 2 de marzo de 1931, último dirigente de la URSS), y también gracias a la glásnost y a la perestroika, los países bálticos recuperaron su independencia entre 1990 y 1991, lo que condujo a la efectiva retirada de las tres repúblicas bálticas como parte integrante de la Unión Soviética. Obsérvese incluso que el 6 de septiembre de 1991, la propia URSS reconoció la independencia de los tres países bálticos, antes de su efectivo y rápido desmembramiento ocurrido definitivamente el 26 de diciembre de 1991.

Cita: “Are the Baltic states strong enough to unite, join hands, and create solidarity, in the style of a Benelux for the Baltic countries? / Cooperation is meant for strong countries rather than weak ones, as cooperation implies compromises, concessions, and bargaining ; Are we ready for that?” (Professor and politician Vytautas Landsbergis, Chairman of the Supreme Council of Lithuania, 24-26 January 1992) 
Traducción de la cita: ¿Los estados bálticos son lo suficientemente fuertes como para unirse, unir manos, y crear solidaridad, al estilo de un Benelux para los países bálticos? ; La cooperación está destinada a países fuertes en lugar de débiles, ya que toda cooperación implica compromisos, concesiones, y negociaciones - ¿Estamos listos para eso?" (Profesor y político Vytautas Landsbergis, Presidente del Consejo Supremo de Lituania, 24-26 enero 1992).

### Creación

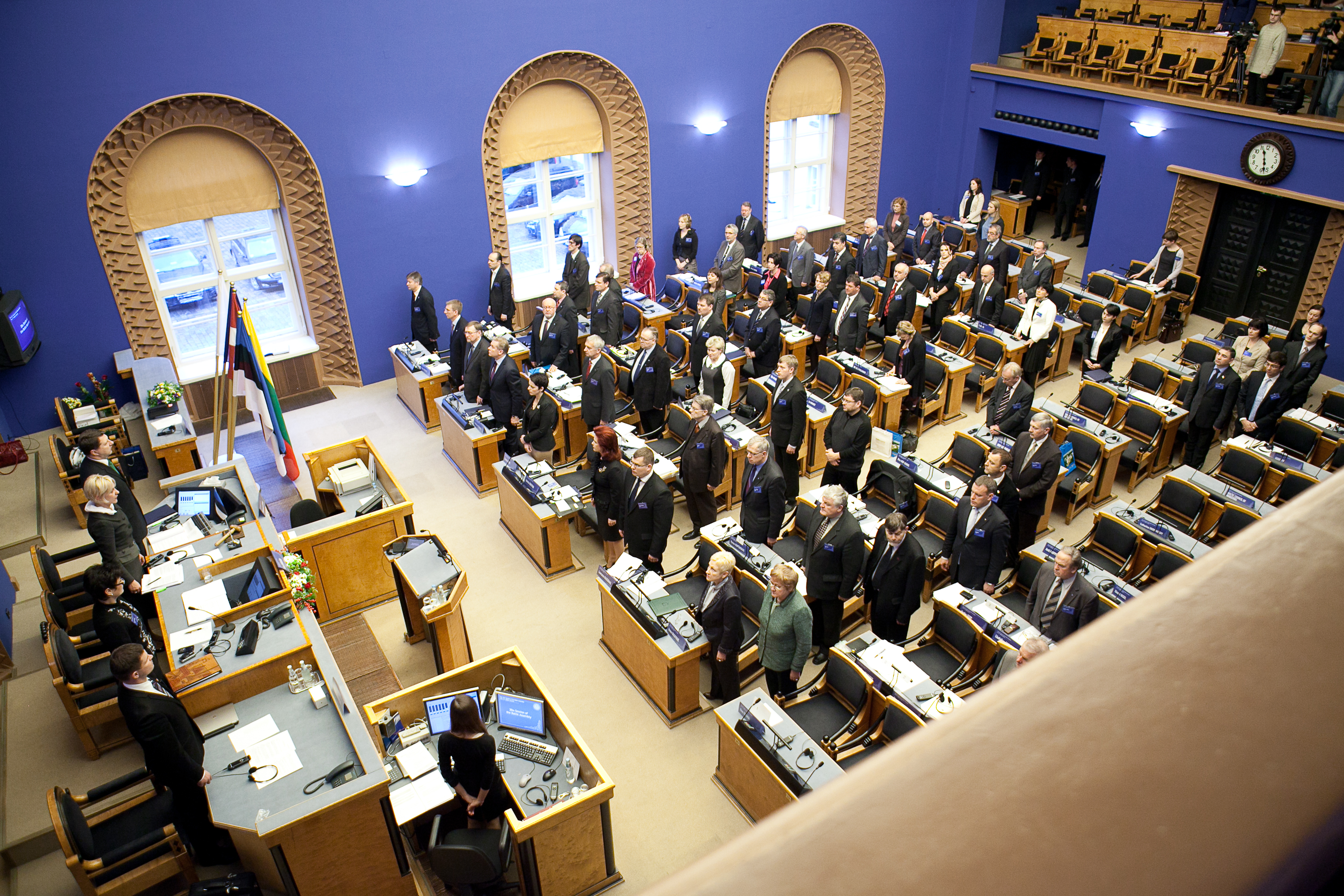
30ª sesión de la reunión en Tallin de la Asamblea Báltica, en 2011.

La Asamblea Báltica (o Asamblea del Báltico) fue institucionalizada el 1 de diciembre de 1990, y funcionando según los reglamentos aprobados el 8 de noviembre de 1991 en Tallin (Estonia).
La Asamblea Báltica establecía entonces lo que se indica seguidamente, como sus logros más representativos entre 1991 y 2003:
- Retirada de las tropas rusas de los Estados miembro;[21][22]

- Formación del Consejo de Ministros del Báltico, como institución de cooperación gubernamental;[23]

- Desarrollo de políticas económicas, educativas, y de tecnología, de las informaciones bálticas comunes;[23]

- Armonización de la legislación, de acuerdo a los requisitos de la Unión Europea;[24]

- Mejora de los procedimientos de cruce de fronteras;[23]

- Establecimiento del Premio Asamblea Báltica de Literatura, Arte y Ciencia.[25][26]

- Y a futuro[27][28][29][30][31]; [n° 1] …

### Integración del órgano de dirección de la Asamblea Báltica
| País     | Parlamento         | Diputados | Año de adhesión |
| -------- | ------------------ | --------- | --------------- |
| Estonia  | Parlamento estonio | 20        | 1991            |
| Letonia  | Parlamento letón   | 20        | 1991            |
| Lituania | Parlamento lituano | 20        | 1991            |

### Policía Aérea del Báltico

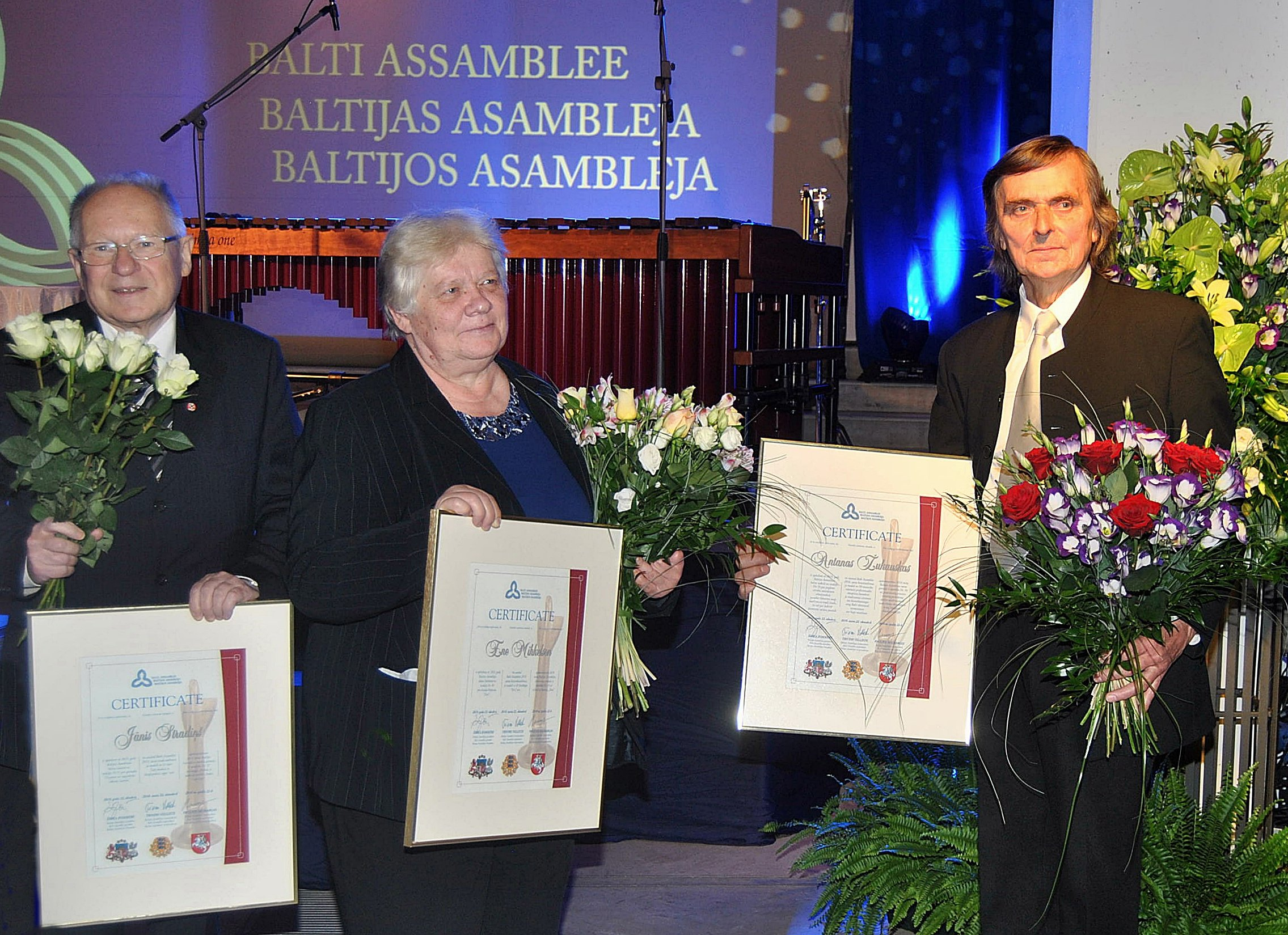
‘Riga Art Space’ fue el anfitrión de la ceremonia de entrega de los Premios de la Asamblea Báltica en 2010, que tuvo lugar en una sala de exposiciones en Riga; los ganadores de los premios de la Asamblea Báltica en Ciencia, Literatura, y Arte, en esta oportunidad fueron: Antanas Žukauskas, Ene Mihkelson, y también Janis Stradins, respectivamente.

La Policía Aérea del Báltico es una misión de defensa aérea de la OTAN para vigilar, controlar, y proteger, el espacio aéreo de los tres países bálticos: Estonia, Letonia, Lituania.
Dentro de la Alianza Atlántica, la preservación del espacio aéreo de los países miembros es asumida como una labor conjunta, recurriendo a aviones de combate en misión de policía aérea, y con un objetivo enteramente defensivo.

### Policía militar
La policía militar es un tipo de fuerza policial que opera dentro de una particular estructura militar.
La policía militar está a cargo del cumplimiento de la ley (incluyendo investigaciones criminales) dentro de las propiedades militares concernidas, y también tiene competencia en temas diversos como por ejemplo en lo relativo al personal militar, así como a la seguridad de las instalaciones militares, a la protección personal de los oficiales militares de avanzada edad, a la gestión de los prisioneros de guerra, a la gestión y dirección de las prisiones militares, a la busca y captura de los desertores, a la gestión de los abastecimientos, etc.
También, quienes son policías militares por lo general conocen y saben usar las armas, y además suelen tener una sólida formación profesional tanto teórica como práctica.

## Grupos políticos

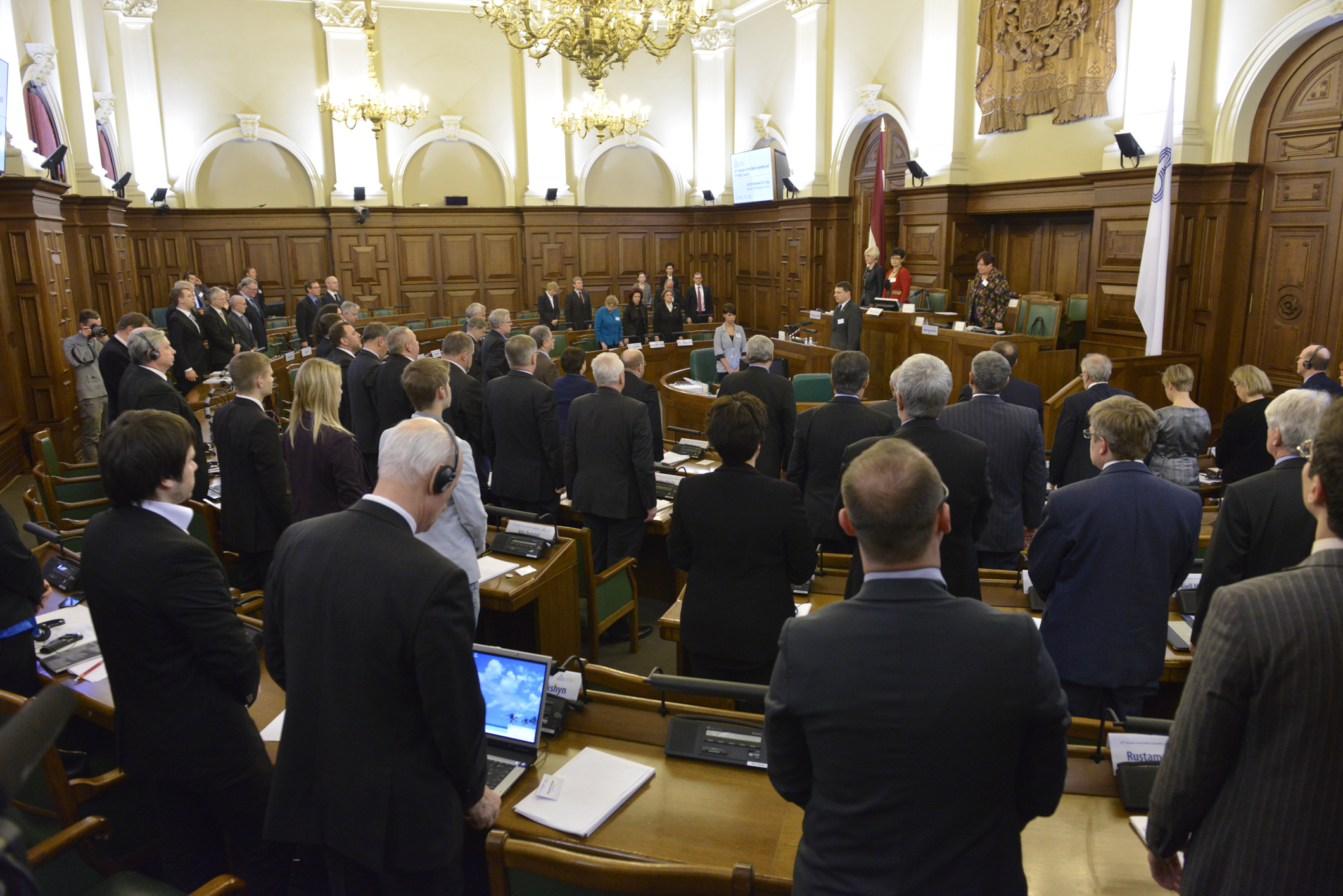
32.ª sesión de la reunión en Riga de la Asamblea Báltica, en 2013.

La asamblea báltica se compone de 60 miembros, 20 por cada país. La composición política de esta organización, debe concordar con la de los diferentes parlamentos nacionales de los tres países miembro.
Los integrantes de esta organización regional, pueden a su vez agruparse en distintos grupos políticos, cada uno de los cuales al menos debe contar con 5 integrantes provenientes al menos de 2 Estados miembro.
En el año 2006, la asamblea báltica estaba dividida en tres grupos políticos, los que se enumeran: conservadores, centristas, y socialdemócratas.; 
En política, el conservadurismo se refiere al conjunto de doctrinas, corrientes, opiniones, y posiciones, generalmente de centroderecha o de derecha, que favorecen sus tradiciones, sus creencias religiosas, y su nacionalismo, y que por lo general son adversos o poco proclives a los cambios políticos, sociales, o económicos, demasiado radicales.
Por su parte, la socialdemocracia es una ideología política, social y económica, que busca establecer un socialismo democrático mediante medidas reformistas y gradualistas, a la par de promover y apoyar la justicia social, la democracia representativa, el republicanismo, y la  más equilibrada redistribución del ingreso.
Por último, el centrismo se refiere al conjunto de partidos, políticas, e ideologías, que se caracteriza por considerarse a sí misma intermedias en el espectro político, a posiciones tanto conservadoras como progresistas.